# Distretto di Rossano
Il distretto di Rossano fu una delle suddivisioni amministrative del Regno delle Due Sicilie, subordinate alla provincia di Calabria Citeriore, soppressa nel 1860.

## Istituzione e soppressione
Fu costituito nel con la legge 132 del 1806 Sulla divisione ed amministrazione delle province del Regno, varata l'8 agosto di quell'anno da Giuseppe Bonaparte. Con l'occupazione garibaldina e l'annessione al Regno di Sardegna del 1860, l'ente fu soppresso.

## Suddivisione in circondari
Il distretto era suddiviso in successivi livelli amministrativi gerarchicamente dipendenti dal precedente. Al livello immediatamente successivo, infatti, individuiamo i circondari, che, a loro volta, erano costituiti dai comuni, l'unità di base della struttura politico-amministrativa dello Stato moderno. A questi ultimi potevano far capo i rioni, centri a carattere prevalentemente rurale. I circondari del distretto di Rossano ammontavano a sette ed erano i seguenti:
- Circondario di Rossano:
Rossano
- Circondario di Cropalati:
Cropalati, Calopezzati, Caloveto (con il rione Crosia), Paludi
- Circondario di Cariati:
Cariati (con il rione Terravecchia), Mandatoriccio, Pietrapaola, Scala (con il rione San Morello)
- Circondario di Campana:
Campana, Bocchigliero
- Circondario di Longobucco:
Longobucco
- Circondario di Corigliano:
Corigliano, San Giorgio
- Circondario di San Demetrio:
San Demetrio (con il rione Macchia), San Cosmo, Santa Sofia, Vaccarizzo